# 呼吸困难
呼吸困难、呼吸窘迫（respiratory distress）、空气饥（air hunger）或空气饥渴、气短（shortness of breath），均是描述患者一种自觉症状，有意识的病人可自己觉察到呼吸困难，但可能不易从外表观察出来。胸闷（chest tightness）也是一种主观的感觉或自觉的症状，即喘不过气或气不够用时胸部的不适感。 
一般而言，重体力劳动等带来的呼吸困难是正常现象，但如果在意外情况下发生呼吸困难，则可能是病态症状。85%的呼吸困难病例都是哮喘、肺炎、心肌缺血、间质性肺病、充血性心力衰竭、慢性阻塞性肺病或心理因素导致的。针对不同的发病原因，所采取的治疗方法有所不同。

## 定义
美国胸腔学会将呼吸困难定义为一种“病人自己易觉察的包括呼吸频率和深浅度出现不同程度改变的呼吸不适的症状”。其它对呼吸困难的定义有“呼吸出现困难”、“呼吸紊乱或自感空气不足”、“呼吸时感到不适”、“呼吸频率、节律、深浅度、呼吸型、呼气相和吸气相比例等有不同程度改变的异常状态”以及感到突发性或者长期的气绝等 。
呼吸困难与用力呼吸不同，后者可为故意为之或前者呼吸肌尚有力而努力吸气的表现。

## 鉴别诊断
呼吸困难一般是由于心血管系统和呼吸系统紊乱造成的，神经系统、运动系统、内分泌系统或造血系统出现异常亦有可能造成呼吸困难。在2010年10月，在线医疗专家系统DiagnosisPro列出了一份呼吸困难病因的清单，列举了497种不同的病因。循环系统中最容易导致呼吸困难的病症包括心肌梗塞和充血性心力衰竭，而肺部疾病则包括慢性阻塞性肺病、哮喘、气胸、肺水肿和肺炎。
从病理学角度可以将发病原因归为三类：
1. 在焦虑发作的情况下对正常呼吸的意识增强
2. 呼吸功的增加
3. 呼吸系统发生异常

### 急性冠脉综合征
急性冠脉综合征发作时一般会伴随着胸骨后方的胸痛和呼吸困难，但有时只会表现出呼吸急促的症状。诱发急性冠脉综合症的风险因素包括衰老、吸烟、高血压、高血脂和糖尿病等，一般采用心电图和检查心肌酶的方法对患者进行诊断并指导后续治疗。有关的治疗手段包括减少心脏的需氧量以及增加血流量。

### 充血性心力衰竭
患有充血性心力衰竭的患者会表现出费力地进行呼吸，且必须坐位或半卧位的状态才能呼吸，同时还伴有阵发性夜间呼吸困难等症状。诱发急性失代偿性心力衰竭的风险因素包括饮食中摄入大量的盐、不遵从医嘱服药、心肌缺血、心律失常、肾功能衰竭、肺栓塞、高血压以及感染等。治疗时需采取缓解肺充血的方法。

### 慢性阻塞性肺病
通常患有肺气肿和慢性支气管炎的慢性阻塞性肺病患者经常会有慢性的呼吸急促以及痰咳的症状。当病情急性恶化的时候，呼吸困难与咳痰的情况会有所加重，慢性阻塞性肺病也是诱发气胸的因素之一。治疗急性发病的手段包括混合使用抗胆碱能药、β2肾上腺素受体激动药、类固醇，也可能会使用正压通气治疗法。

### 哮喘
哮喘是造成紧急呼吸急促最常见的原因，该病在发展中国家与发达国家均是最常见的肺部疾病，影响着全球5%的人口。哮喘所表现出的症状还有喘鸣、胸闷和干咳等。针对儿童一般采用吸入性糖皮质激素进行治疗，但这类药物会延缓患儿的生长发育。针对急性哮喘一般采取速效支气管扩张药物进行治疗。

### 气胸
气胸一般会表现为急性发作的胸膜炎性胸痛，并且吸入氧气无法改善呼吸困难的情况，通过检查可能会表现为胸部一侧的肺泡呼吸音减弱或消失、颈静脉怒张以及气管偏位。

### 肺炎
肺炎一般表现为发烧、痰咳、呼吸困难和胸膜炎性胸痛，通过X光检查可以将肺炎与充血性心力衰竭相区分。由于肺炎通常是由于细菌感染所引起的，因此一般治疗时以使用抗生素为主。

### 肺栓塞
肺栓塞通常会表现为急性的呼吸困难，同时可能会伴有胸膜炎性胸痛、咳嗽、咯血以及发烧。诱发该病的风险因素包括深静脉血栓形成、近期手术、癌症以及前期的血栓栓塞，疾病所引起的急性呼吸困难具有较高的死亡率，因此必须要给予足够的重视。该病的诊断较为困难，一般采用抗凝剂进行治疗。

### 贫血
由低血红蛋白所引发的贫血会造成呼吸困难，对于女性，若其经期内流量过大，亦可能导致贫血病并进而引发呼吸困难。

### 其它
造成呼吸困难的其它常见或重要原因有心包填塞、过敏反应、间质性肺病、惊恐发作以及肺动脉高压。
- 心包填塞会表现为呼吸困难、心动过速、颈静脉压力升高和奇脉[19]，最好采用超声检查。
- 贫血是逐渐发展的，因此贫血会表现出劳累性呼吸困难、疲倦、虚弱以及心动过速，并有可能引发心力衰竭[19]。
- 过敏反应通常会在几分钟内便开始发作，其它症状包括荨麻疹、咽喉肿痛以及肠胃不适，常用的治疗手段为施用肾上腺素[12]。
- 间质性肺病通常会逐渐引发呼吸困难，通常是因为与诱发环境有过接触史而引发的[15]。
- 惊恐发作通常表现为换气过度、出汗以及麻木[12]，但这种情况属于诊断排除的范畴[15]，大约有2/3的孕妇在怀孕期间曾经出现过呼吸困难。
- 脊髓损伤、膈神经损伤、格林－巴利综合征、肌萎缩性脊髓侧索硬化症、多发性硬化症和肌肉萎缩症等神经系统疾病也会导致引发患者呼吸困难[14]。

## 病理生理学
造成呼吸困难的生理途径有许多种，其中包括通过化学感受器、机械感受器和肺部感受器途径。
目前研究认为造成呼吸困难的因素主要有三：传入信号、传出信号和中央信息处理。中央信息处理过程会将传入信号与传出信号进行对比，当两者出现“不匹配”的结果时就会造成呼吸困难，例如身体所需的呼吸量（传入信号）与实际的呼吸量（传出信号）不匹配时，就会让人产生呼吸困难的感觉。
传入信号是感觉神经元传入大脑的信号，跟呼吸困难密切相关的感觉神经元分布在颈动脉体、髓质、肺部以及胸壁。位于颈动脉体和髓质中的化学感受器可以提供有关O2、CO2以及H+等物质的信息。肺部的近毛细管感受器对肺水肿非常敏感，而牵张感受器可以感知支气管收缩的信号。胸壁的肌梭可以感知呼吸肌的弹力和张力。因此导致高碳酸血症的较差的换气、导致间质性水肿（即“气体交换受损”）的左心衰竭、造成支气管收缩的哮喘和造成呼吸肌活动无效的呼吸肌疲劳均会带来呼吸困难的感觉。
传出信号主要是控制呼吸肌的运动神经元信号。人体最重要的呼吸肌是横膈膜，其它的呼吸肌包括内外肋间肌、腹肌和其它辅助呼吸的肌肉。
大脑接收到许多来自传入信号的有关换气的信息，并与传出信号所决定的当前呼吸水平进行对比，如果当前的呼吸水平与身体状况不相符就有可能发生呼吸困难。同时也有可能是由于一些心理因素造成呼吸困难的感受，比如一些人可能会在特定环境非常在意自身的呼吸，因而产生呼吸困难的感受，但这与病理性的呼吸困难有所不同。

## 评估
| 级别 | 呼吸困难的程度                                                               |
| ---- | ---------------------------------------------------------------------------- |
| 0    | 除做剧烈运动以外不会发生呼吸困难                                             |
| 1    | 行走于斜坡或快速行走于平地时呼吸困难                                         |
| 2    | 以比大多数人慢的速度行走于平地时呼吸困难，或者在停止行走15分钟后依旧呼吸困难 |
| 3    | 在平地上停止行走数分钟后依旧呼吸困难                                         |
| 4    | 进行穿衣等非常轻微的活动时发生呼吸困难, 并无法出门                           |

呼吸困难的程度需要结合患者的病史与体检结果来进行评估，评估指标包括低血压、低氧血、气管偏位、精神状态改变、节律障碍、喘鸣、肋间凹陷、发绀以及呼吸音消失等。
呼吸困难的程度可以用一系列尺度来量化。例如可以使用博尔格量表来对呼吸困难程度从1到10进行定级，也可以使用右侧的mMRC呼吸困难量表将呼吸困难程度通过0到4这五个级别进行定级。

### 血检
许多实验室也可以为检查造成呼吸困难的病因提供帮助。例如采用D-二聚体进行检测，可以通过阴性的D-二聚体值结果将肺栓塞排除以避免不必要的抗凝治疗，但如果结果呈阳性，那么采用D-二聚体进行检测就没有太大的帮助了。类似的，进行血检时若脑钠素含量较低，则可以排除充血性心力衰竭，若检测出较高的含量，则可能会干扰诊断结果，因为造成脑钠素含量高的原因还包括高龄、肾衰竭、急性冠状动脉综合征或大面积肺栓塞等。

### 成像检查
采用X光进行胸透检查可以用来确诊或者排除气胸、肺水肿或肺炎，通过螺旋CT进行静脉造影可以对肺栓塞的诊断起到帮助。

## 治疗
在非姑息性治疗中一般直接对造成呼吸困难的病症进行治疗。对患有低氧血症的患者可以采用吸氧的方式缓解症状，但这对血氧浓度正常的患者没有作用，甚至无法作为一种姑息治疗方法。

## 理疗
患者可以从一系列物理治疗中受益，例如患有神经或神经肌肉异常的患者可能会因筋间肌、腹肌或其它肌肉无力或瘫痪而感到呼吸困难，对这类患者可以采取辅助咳嗽技术、体积扩增技术进行辅助治疗，同时应该向其教授较为合适的身体姿势、呼吸方式以及对通畅呼吸有利的身体活动方式。

### 姑息治疗
无论是否是由于癌症引起的呼吸困难症状，都可以结合上述治疗方法并施用全身速释型阿片类药物来缓解呼吸困难的症状。其他的治疗方法例如使用咪达唑仑、喷雾阿片类药物、认知行为疗法或使用气体混合物等因没有足够的治疗案例并没有得到推荐。

## 流行病学
在美国每年被送入急诊室的人当中有3.5%的人是因为呼吸困难而急诊，其中有51%的人在医院接受治疗，并有13%的人最终死亡。另一些研究表示有27%的人有呼吸困难的症状，而濒死病人中有75%的人会感到呼吸困难。急性的呼吸困难是人们在急诊时寻求姑息疗法的主要原因。